# Taurin d'Évreux
Pour les articles homonymes, voir Saint Taurin.
Taurin d'Évreux (en latin : Taurus), l'un des deux saints Taurin, est considéré comme le premier évêque (épiscope) d'Évreux et son évangélisateur dans l'actuelle Normandie, fin IVe début Ve siècle. Saint chrétien, il est fêté le 11 août.

## Sa vie
Elle est connue par un manuscrit du Xe siècle, lui-même copie d'un texte du milieu du IXe siècle, qui fut utilisé par le grand archidiacre Henri-Marie Boudon pour écrire sa vie (1694).
Le récit légendaire de la vie de saint Taurin est dû au moine Déodat, qui l'a écrit selon les critères de l'époque, mélangeant les sources véridiques aux récits merveilleux. Il raconte qu'un ange apparut à Euticie, sa mère, pour lui annoncer que l'enfant qu'elle allait mettre au monde aurait un destin privilégié.
Dans le récit, son parrain est le pape saint Clément (88-97), qui le met sous la protection de Denys l'Aréopagite, évêque d'Athènes au Ier siècle, lui-même un des premiers disciples de saint Paul. Le récit lui donne également comme frère Géry de Cambrai qui meurt vers 619-626.
La tradition catholique a longtemps considéré que l'apostolat de saint Taurin à Évreux se situe entre 375 et 425 et avance que le souci d'assurer une succession apostolique conduisait parfois à de telles confusions chronologiques. Saint Gaud d'Évreux, successeur de saint Taurin, occupait le siège épiscopal d'Évreux en 461.
Pour la recherche récente, ces différents anachronismes discréditent « d'emblée l'historicité de la vie » du saint.

## Son rôle d’évêque

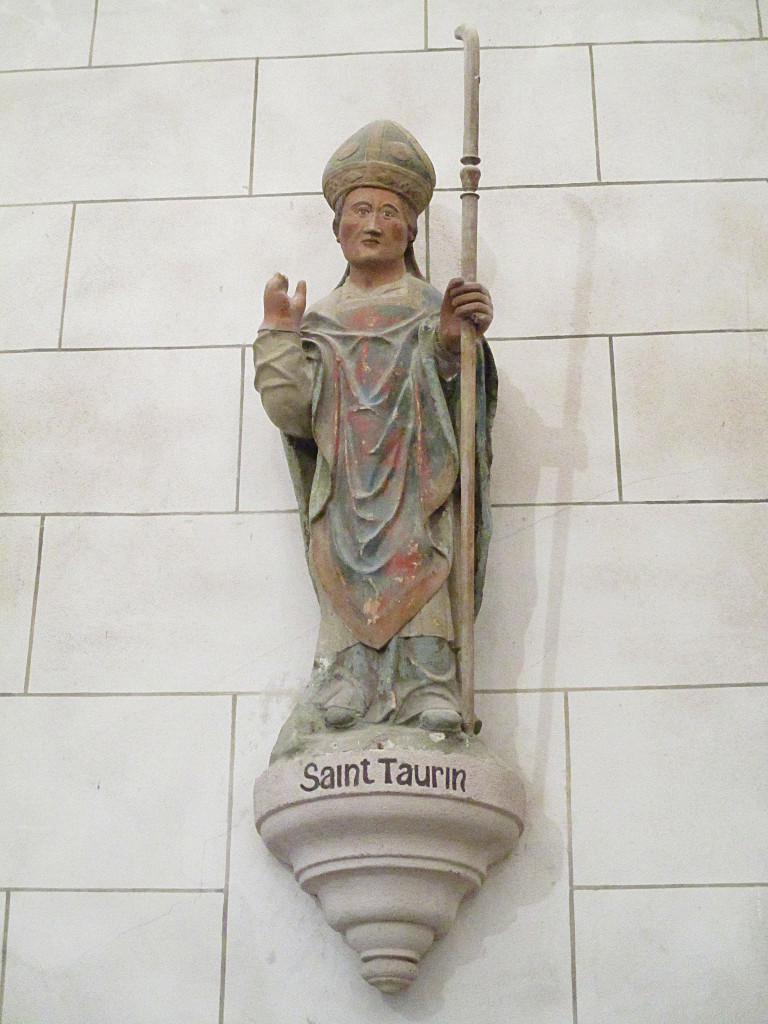
Saint Taurin dans l'église du Plessis-Hébert (Eure).

Le terme d'évêque employé pour saint Taurin n'avait pas la signification actuelle. Il s'agissait plutôt de garant de la doctrine chrétienne et de missionnaire, comme ceux envoyés dans les pays étrangers, dans les siècles suivants. Ils arrivaient dans une contrée où ils cherchaient à évangéliser les populations, en bravant hostilités et périls.
C'est ainsi que la légende raconte que saint Taurin, en arrivant à Évreux, s'est heurté au démon par trois fois, sous trois formes animales : le lion, l'ours et le buffle, qui représentaient selon les sources soit les péchés d'orgueil, de luxure et d'avarice, soit les trois religions locales :
- le lion pour la religion romaine officielle ;
- l'ours, pour le culte de Diane en tant que déesse mère ;
- le buffle, représentant la religion agraire locale.

## Les miracles
- Euphrasie, fille de Lucius, fut précipitée dans le feu par le diable et en mourut. On appela saint Taurin qui, après avoir prié, fit relever l'enfant sur laquelle il n'y avait plus aucune trace de brûlure. Cent-vingt personnes furent baptisées ce jour-là.
- Les païens adoraient une déesse mère que Déodat nomme Diane, peut-être attachée à la figure de Cybèle. Bravant les prêtres du temple, Taurin interpela le démon caché dans la statue de la déesse. On vit alors sortir un petit personnage tout noir et barbu. Taurin fit alors disparaître tous les objets du culte païen et consacra l'édifice à Marie, Mère de Dieu.
- Deux prêtres de la déesse, Cambise et Zara, voulant s'opposer à l'entrée de saint Taurin dans le temple, furent cloués au sol dès que celui-ci eut tracé un signe de croix. Frappés de stupeur, ils demandèrent immédiatement le baptême.
- Marinus, fils du préfet Licinius (licinus désigne un bœuf qui a les cornes tournées vers le ciel), avec Paschase son compagnon, tombèrent dans un trou profond et moururent sur le coup. Léonille, épouse de Licinius, supplia saint Taurin de ressusciter son fils. Celui-ci fit transporter les deux corps dans l'église Sainte-Marie (la Ronde) où, après une courte prière, il fit lever le jeune homme. Aussitôt Marinus demanda le baptême ainsi que son entourage, et mille-deux-cents autres personnes.

## La première église

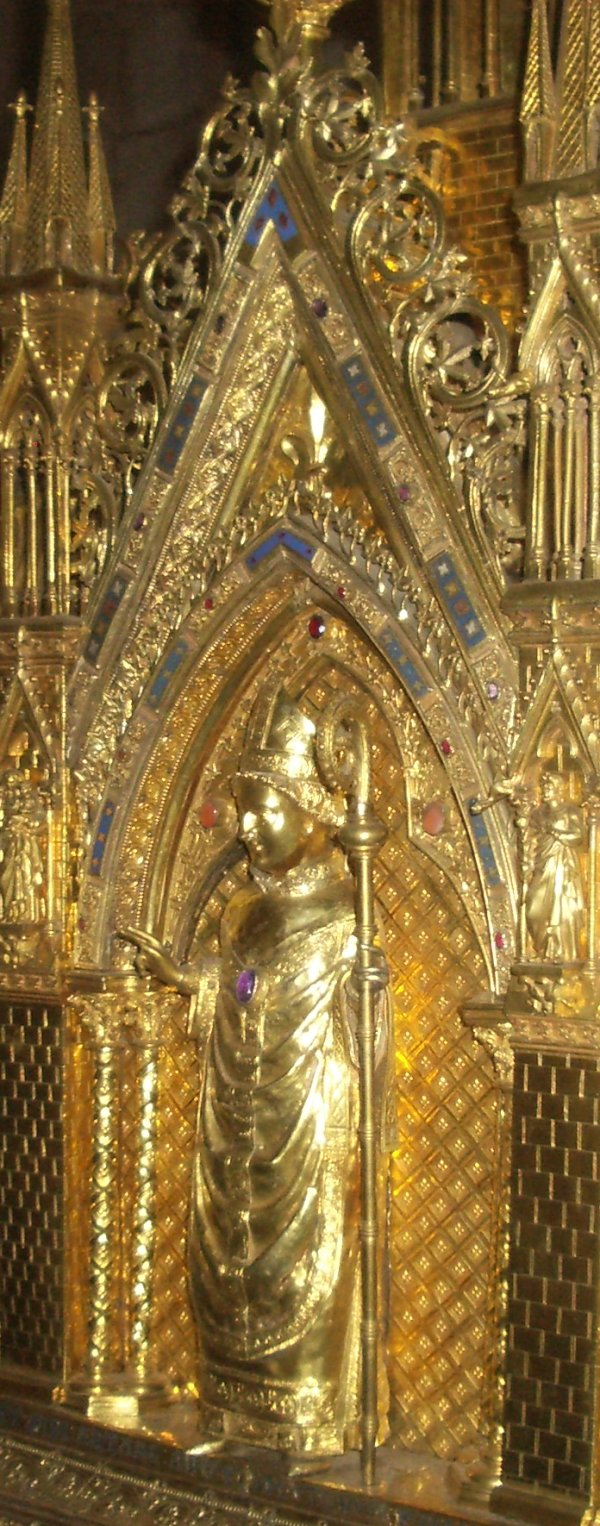
Détail de la châsse de saint Taurin.

L'ancien temple païen ayant donc été consacré à Marie, Mère de Dieu, il prit le nom de Beata Maria Ebroicensis (acte de 1260). Cette église fut plus communément nommée église de la Ronde (Beata Maria de Rotunda) à cause de sa forme primitive, celle des petits temples gallo-romains.
Cette église (sise au no 5 de la rue du Puits) fut vendue en 1793 et démolie rapidement. Il n'en subsiste qu'une clé de voûte, visible dans la chapelle Notre-Dame de la Liesse, dans la cathédrale.

## Martyre et mort
À la tête de ses chrétiens convertis, saint Taurin détruisait temples et idoles, troublant ainsi l'autorité de l'occupant. Il fut donc flagellé (on raconte que les mains de ses bourreaux se desséchèrent ensuite), sur le territoire du Vieil-Évreux, à Gisay (plutôt qu'à Gisay-la-Coudre, situé dans le diocèse de Beaumesnil).
Saint Taurin avait reçu l'annonce de sa mort prochaine, ainsi que la révélation d'une invasion qui ruinerait la ville d'Évreux et ferait fuir ses habitants (invasions franques de la première moitié du Ve siècle). Un jeudi, à l'issue de la messe, il s'assit au milieu de ses fidèles, les exhorta une dernière fois et rendit l'âme. Il fut enseveli dans un cercueil de pierre, à un mille en direction de l'ouest.
Plus tard, saint Laudulphe, ermite qui vivait dans une grotte à Bérangeville La Rivière (commune réunie désormais à Arnières-sur-Iton), sous le règne de Clotaire Ier, vers la fin du VIe siècle, retrouva la sépulture de saint Taurin, et édifia une basilique en l'honneur de saint Martin. Une petite communauté y vivait. Il semblerait qu'il s'agit là du premier monastère placé sous le vocable de saint Taurin par la suite, celui qui sera restauré au Xe siècle à l'instigation de Richard Ier de Normandie.

## Les reliques de saint Taurin

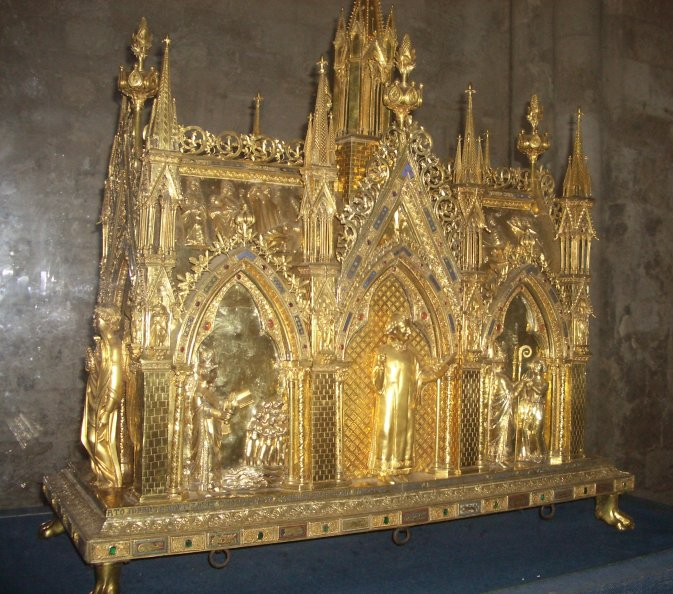
La châsse reliquaire de saint Taurin.

La tradition relate que, peu de temps après la prise de la ville par les envahisseurs normands en 892, l'évêque Sébar emporta une partie des reliques de saint Taurin à Lezoux (Puy-de-Dôme), et quelques fragments de ces restes ont été à leur tour donnés à l'abbaye de Cluny au XIIe siècle.
Ces ossements, après être restés à Lezoux quelque temps partirent au monastère de Gigny, (Jura), dans des circonstances inconnues, leur présence y est toutefois attestée dès le XIIe siècle.
D'autres reliques furent déposées dans l'église de Pézy (Eure-et-Loir), avant d'être transférées en 1024 dans la cathédrale de Chartres.
En 1035, l'abbaye Saint-Taurin fut placée sous la dépendance de l'abbaye de la Trinité de Fécamp, laquelle réclama le corps de saint Taurin. Les religieux de Saint-Taurin en conservèrent toutefois une partie.
Au XIIIe siècle, Gislebert de Saint-Martin, abbé de Saint-Taurin, fit exécuter la châsse telle qu'elle est encore visible, afin d'y abriter les reliques du saint évêque. Celle-ci fut d'abord déposée à la cathédrale Notre-Dame d'Évreux avant de retourner, en 1803, à l'église paroissiale placée sous le vocable du saint. Il y fut joint deux ossements en provenance du chapitre de Gigny, ainsi que la partie inférieure de la mâchoire du saint, conservée à la cathédrale.
En 1805, la paroisse de Lezoux réclama un morceau des reliques, et reçut une vertèbre, il est d'ailleurs le saint patron de cette ville, tandis que la paroisse de Gisay-la-Coudre s'appuyant sur une légende (qui en fait se serait déroulée au Vieil-Évreux), en réclamait aussi. Enfin, en 1838, la paroisse de Balbigny, dans la Loire recevait une côte du saint parce que son église était placée sous son vocable.

## Culte et représentations

### La continuité d'un culte gaulois
Le sanctuaire du Vieil-Évreux est connu pour ses dédicaces au dieu Gisacus dont l'étymologie serait « celui de la lance ». Saint Taurin dans sa légende reprend les éléments constitutifs du mythe : le taureau, la lance et le coudrier.

### Représentations chrétiennes
Saint Taurin d’Évreux figure au Propre des diocèses d'Évreux, Sées, Coutances, Chartres et de Saint-Claude. Sa fête, fixée au 11 août, figure dans le martyrologe d'Usuard de 875 et dans un manuscrit de Corbie du XIe siècle.
On trouve actuellement des statues représentant saint Taurin dans les églises de Beaumont-le-Roger et Faverolles-la-Campagne, mais son culte est assez modeste en dehors de l'église éponyme d'Évreux.
On trouve aussi une représentation de saint Taurin dans le Légendier de Cîteaux.

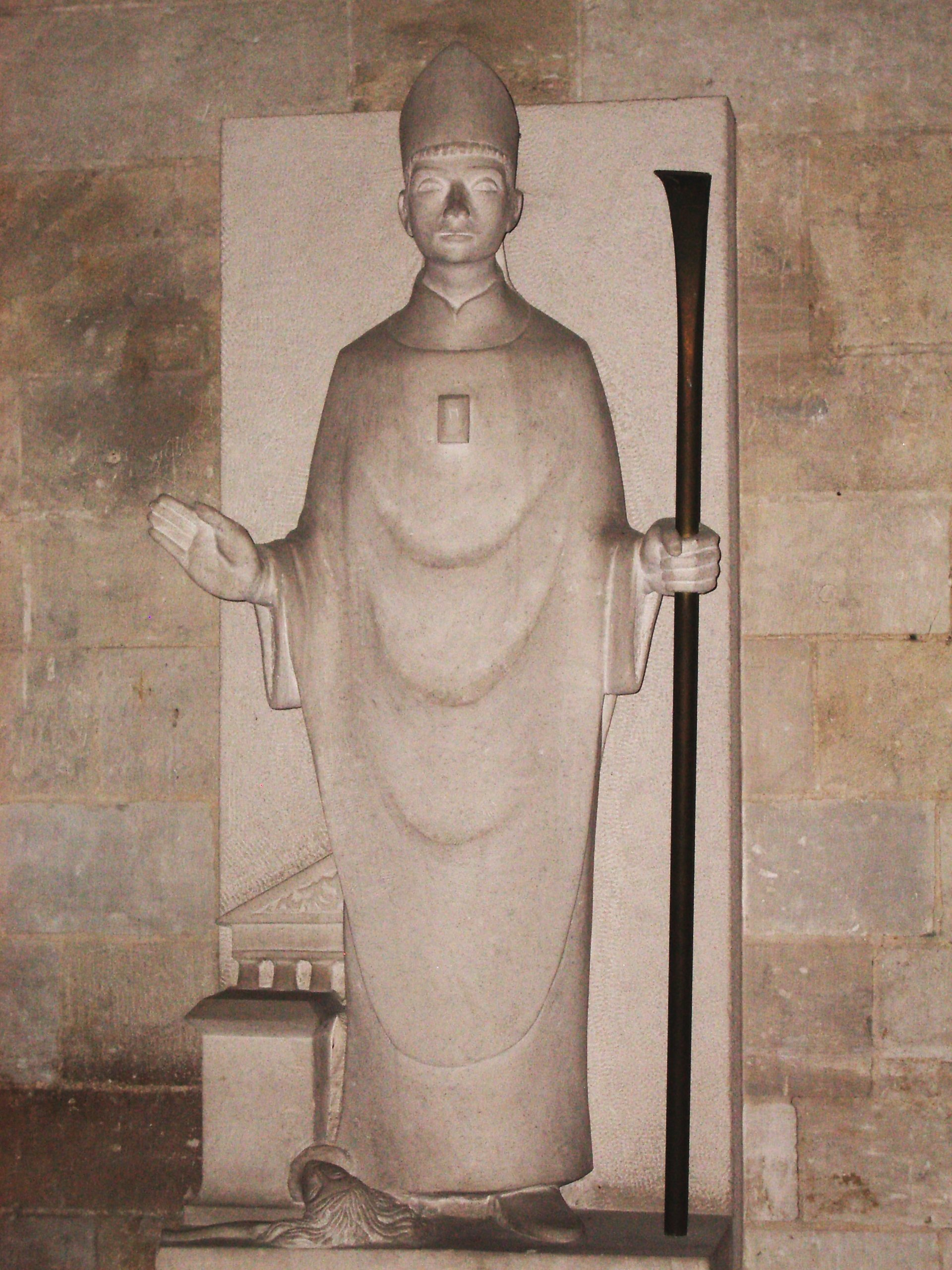
Statue moderne de saint Taurin en évêque.
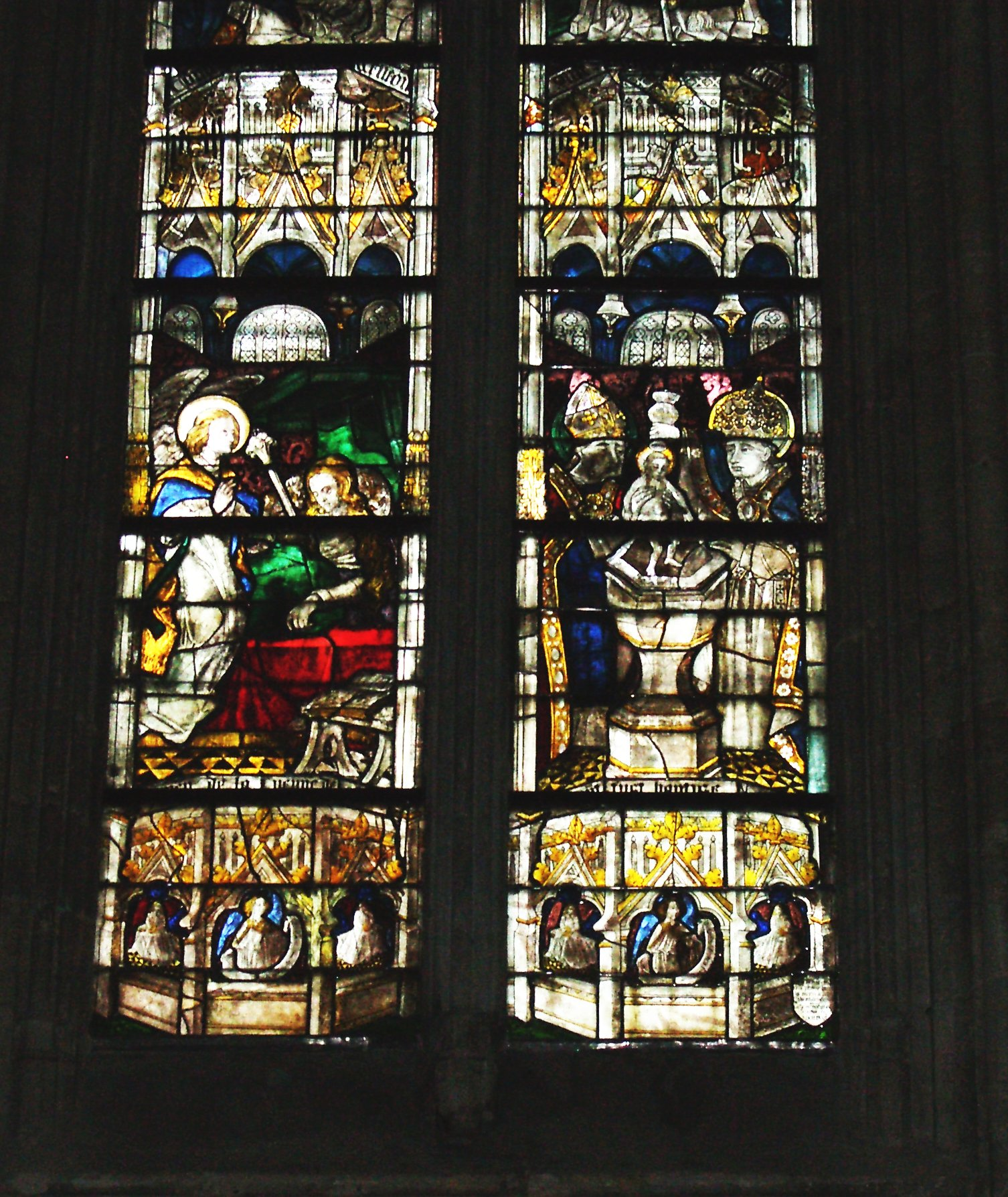
Vitraux de l'église Saint-Taurin d'Évreux.
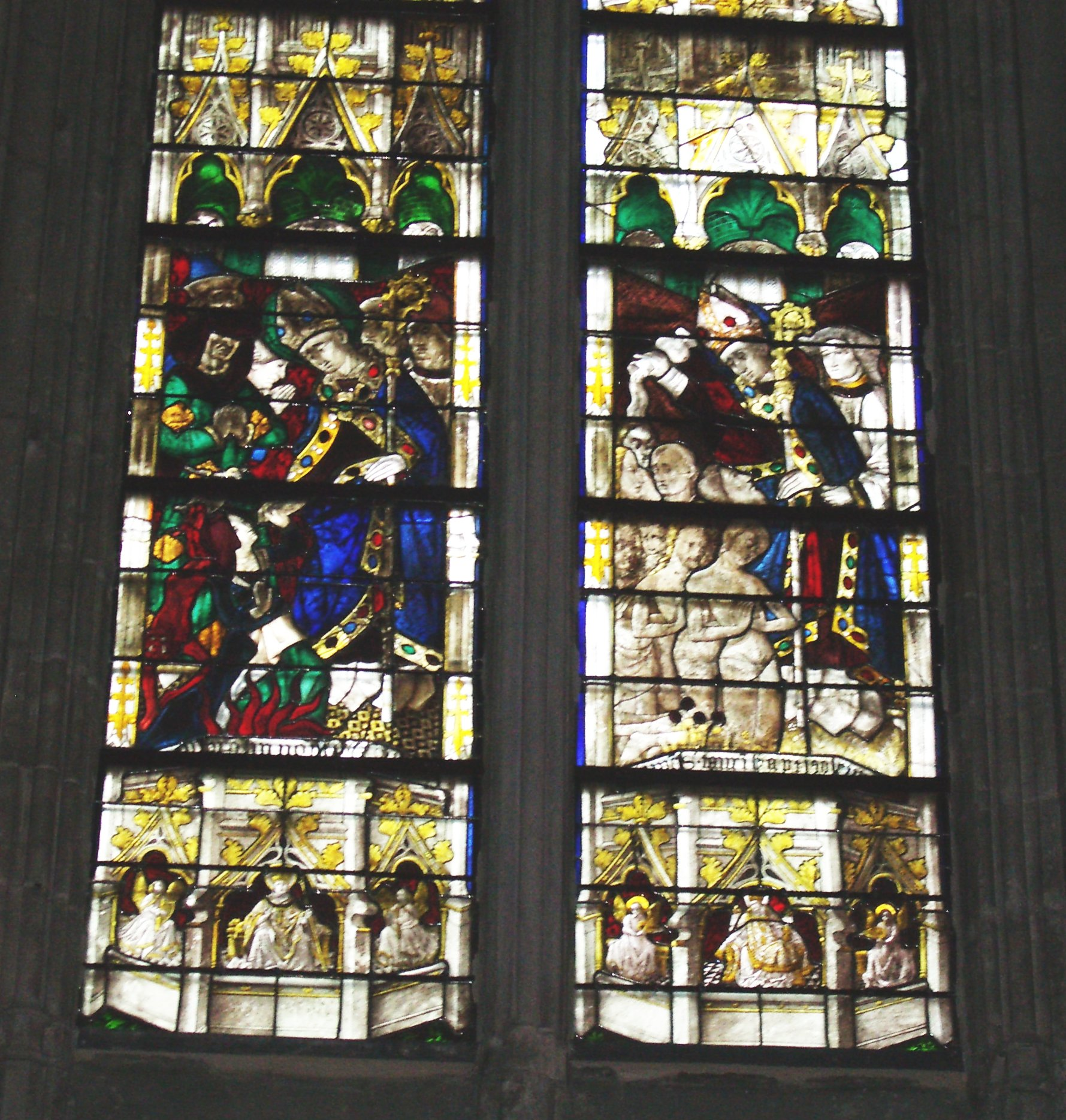
Scènes de la vie de saint Taurin.
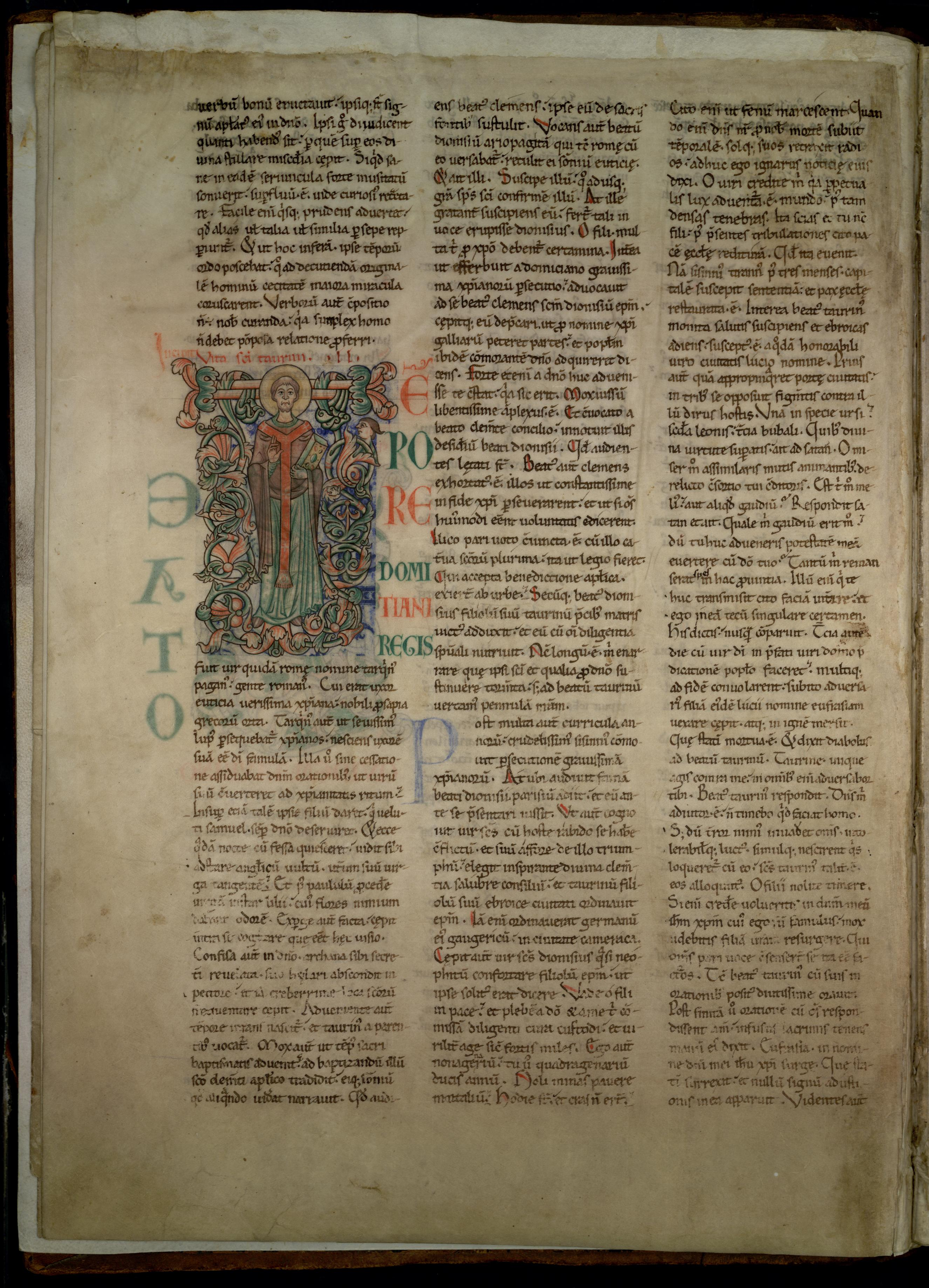
Enluminure représentant saint Taurin dans le Légendier de Cîteaux (Dijon, Bibliothèque municipale, ms. 641, f. 4v).

## La châsse de saint Taurin
La châsse a été réalisée par Gislebert de Saint-Martin, abbé de Saint-Taurin, entré en fonction en 1247, elle aurait été l'œuvre d'orfèvres parisiens travaillant pour les ateliers royaux.
Elle se présente sous la forme d'une église à plan rectangulaire, à toiture à deux pans surmontée d'un clocher central.
Au chevet, un christ est assis et, du côté opposé, un ange. Aux deux extrémités du transept, se trouvent saint Taurin et un personnage vêtu en clerc qui pourrait être saint Landulphe, dont la châsse renferme aussi les ossements.
Sur les faces latérales sont représentées diverses scènes de la vie du saint selon la légende.
L'ensemble de l'ouvrage est en cuivre doré rehaussé de plaques en argent, d'émaux et de cabochons.
En 1793, la châsse qui était alors dans l'église paroissiale échappa à la réquisition des métaux précieux et se retrouva dans la cathédrale avant d'être à nouveau transportée, en 1830, dans l'église Saint-Taurin, devenue église paroissiale.
L'ensemble a été restauré notamment sous la direction de l'architecte diocésain Symphorien Bourguignon vers 1850, puis en 1924 et en 1959. Toutefois, l'ensemble demeure tel qu'il avait été conçu.

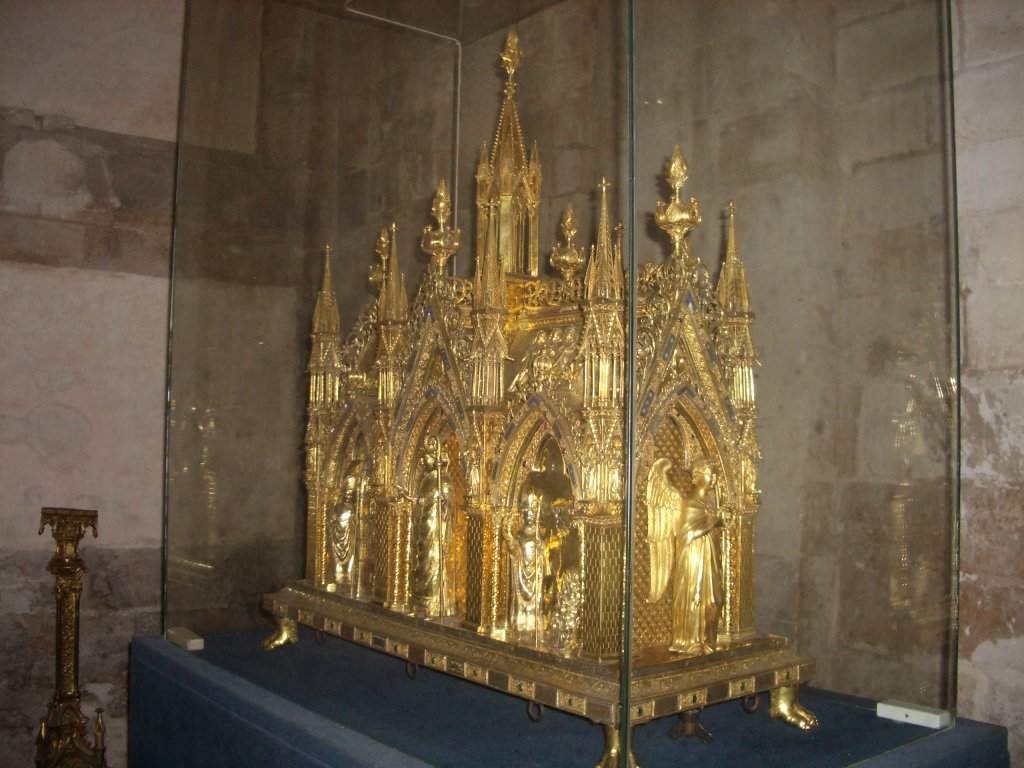
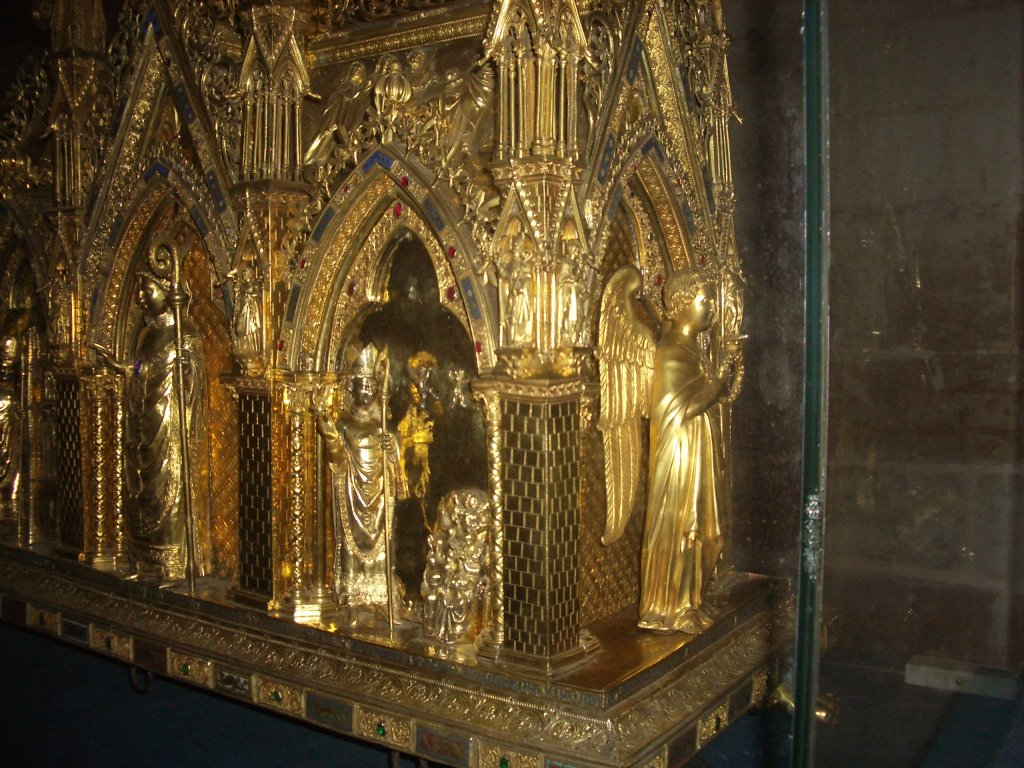
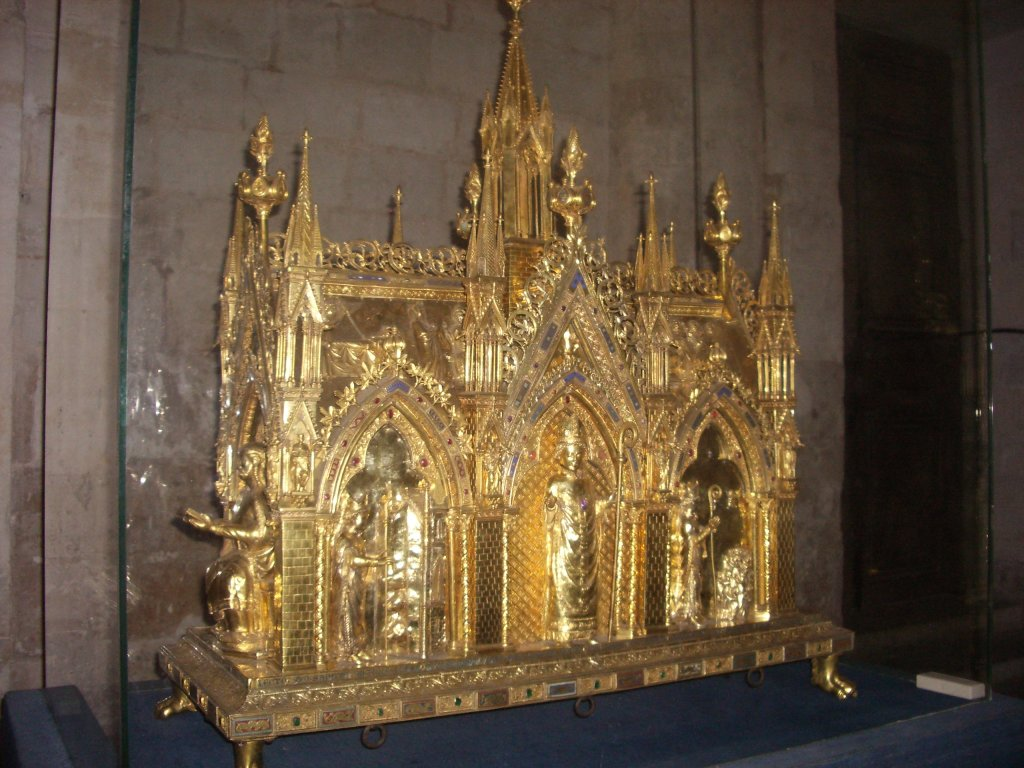

#### Sources
- Acta Sanctorum, août, II, 635.
- Anne-Marcel Baudot, La Légende de saint Taurin, 1929.
- Abbé Adolphe de Bouclon, Les Saints du diocèse d'Évreux.

#### Ouvrages historiques
- Patrice Lajoye, « Le dieu à la lance et au taureau : Gisacus », Bulletin de la Société de mythologie française, no 222, Actes du congrès de Yerville, 2e partie : le Taureau et la Déesse, 2006, pp. 34-39.
- Georges Bonnenfant, Histoire du diocèse d'Évreux, Paris, 1933.
- Histoire et géographie du département de l'Eure, Rateau et Pinet, 1870 ; réédition 1988.
- Jacques Charles, Connaissance de l'Eure, 1988 (réed. juillet 1991), no 81, pages 26–27.